# Don Brodie
Don Brodie (Cincinnati, 29 maggio 1904 – Los Angeles, 8 gennaio 2001) è stato un attore statunitense.

## Biografia
Brodie apparve in oltre 250 produzioni cinematografiche e televisive, in ruoli di supporto fin dall'inizio degli anni trenta. La sua maschera dal volto baffuto gli assicurò numerose parti di caratterista, spesso non accreditate, tra le quali il venditore di auto usate in Detour del 1945, un classico B movie.
Fu attivo anche come doppiatore. Sua la voce fuori campo nel film d'animazione Dumbo - L'elefante volante (1941). Lavorò inoltre come direttore dei dialoghi.
Nel 1944 diresse il suo unico film, A Fig Leaf for Eve.

## Filmografia parziale

### Attore

#### Cinema
- Day of Reckoning, regia di Charles Brabin (1933)
- Il pugnale cinese (The Kennel Murder Case), regia di Michael Curtiz (1933)
- I figli del deserto (Sons of the Desert), regia di William A. Seiter (1933)
- Donne di lusso 1935 (Gold Diggers of 1935), regia di Busby Berkeley (1935)
- The Call of the Savage, regia di Lew Landers (1935)
- La volontà occulta (The Garden Murder Case), regia di Edwin L. Marin (1936)
- Coniglio o leone? (Strike Me Pink), regia di Norman Taurog (1936)
- Il grande dittatore (The Great Dictator), regia di Charlie Chaplin (1940)
- Follie di jazz (Second Chorus), regia di H.C. Potter (1940)
- La dama e l'avventuriero (Mr. Lucky), regia di H.C. Potter (1943)
- Detour - Deviazione per l'inferno (Detour), regia di Edgar G. Ulmer (1945)
- Lo schiavo della violenza (The Woman on Pier 13), regia di Robert Stevenson (1949)
- Prigioniero della paura (Fear Strikes Out), regia di Robert Mulligan (1957)
- I comanceros (The Comancheros), regia di Michael Curtiz (1961)
- Horla - Diario segreto di un pazzo (Diary of a Madman), regia di Reginald Le Borg (1963)
- Bionde, rosse, brune... (It Happened at the World's Fair), regia di Norman Taurog (1963)
- Un vestito per un cadavere (The Busy Body), regia di William Castle (1967)
- Blackenstein, regia di William A. Levey (1973)
- Incredibile viaggio verso l'ignoto (Escape to Witch Mountain), regia di John Hough (1975)
- California Dolls (...All the Marbles), regia di Robert Aldrich (1981)
- Buonanotte, dolce Marilyn (Goodnight, Sweet Marilyn), regia di Larry Buchanan (1989)

#### Televisione
- Le inchieste di Boston Blackie (Boston Blackie) – serie TV, episodio 1x07 (1951)
- Climax! – serie TV, episodio 1x04 (1954)
- Scienza e fantasia (Science Fiction Theatre) – serie TV, episodio 2x29 (1956)
- Corky, il ragazzo del circo (Circus Boy) – serie TV, episodio 1x30 (1957)
- Peter Gunn – serie TV, episodio 2x20 (1960)
- Sotto accusa (Arrest and Trial) – serie TV, episodio 1x11 (1963)
- I giorni di Bryan (Run for Your Life) – serie TV, episodio 1x05 (1965)
- Io e i miei tre figli (My Three Sons) – serie TV, episodi 8x01-8x22-9x10 (1967-1968)
- La signora in giallo (Murder, She Wrote) – serie TV, episodio 2x16 (1986)

### Doppiatore
- Pinocchio (1940)
- Dumbo - L'elefante volante (Dumbo) (1941)
- Topolino e il canguro (Mickey's Kangaroo) (1935)